# Seznam tunelů v Praze
Seznam tunelů v Praze obsahuje tunely silniční, pěší, metra a železniční včetně zrušených a plánovaných, tunely kolektorů a vodních štol. Seznam není úplný.

## Dopravní tunely

### Silniční tunely
| Název                        | Délka (m) | Rok zprovoznění | Pozn.                     |
| ---------------------------- | --------- | --------------- | ------------------------- |
| Vyšehradský tunel            | 34        | 1904            |                           |
| Letenský tunel               | 426       | 1953            |                           |
| Těšnovský tunel              | 355       | 1980            |                           |
| Strahovský tunel             | 2042      | 1997            |                           |
| Zlíchovský tunel             | 206       | 2002            |                           |
| Tunel Mrázovka               | 1300      | 2004            |                           |
| Lochkovský tunel             | 1649      | 2010            | na D0 (Pražský okruh)     |
| Komořanský tunel             | 1937      | 2010            | na D0 (Pražský okruh)     |
| Cholupice I – III (ekodukty) |           | 2010            | na D0 (Pražský okruh)     |
| Tunel Šabatka (ekodukt)      | 70        | 2011            | na D0 (Pražský okruh)     |
| Tunel Brusnice               | 1405      | 2015            | součást tunelu Blanka     |
| Tunel Dejvice                | 1007      | 2015            | součást tunelu Blanka     |
| Tunel Královská obora        | 3091      | 2015            | součást tunelu Blanka     |
| Tunel Radlice                | 2218      | ve výhledu      | na Radlické radiále       |
| Tunel Jinonice               | 308       | ve výhledu      | na Radlické radiále       |
| Tunel Butovice               | 341       | ve výhledu      | na Radlické radiále       |
| Tunel Povltavská             | 541       | ve výhledu      | Městský okruh             |
| Tunel Libeň                  | 865       | ve výhledu      |                           |
| Tunel Vysočanská-Jarov       | 1910      | ve výhledu      | Městský okruh             |
| Tunel Malešice               | 1105      | ve výhledu      | Městský okruh             |
| Suchdolský tunel             | 1979      | ve výhledu      | na D0 (Pražský okruh)     |
| Tunel Zámky                  | 285       | ve výhledu      | na D0 (Pražský okruh)     |
| Tunel Dolní Chabry-Zdiby     | 100       | ve výhledu      | na D0 (Pražský okruh)     |
| Tunel Ďáblice-Zdiby          | 100       | ve výhledu      | na D0 (Pražský okruh)     |
| Tunel Na Vysoké              | 384       | ve výhledu      | na D0 (Pražský okruh)     |
| Tunel Dubeč                  | 275       | ve výhledu      | na D0 (Pražský okruh)     |
| Tunel Břevnov                | 2105      | ve výhledu      | na Břevnovské radiále     |
| Tunel Vypich                 | 425       | ve výhledu      | na Břevnovské radiále     |
| Tunel Fialka-Řepy            | 1708      | ve výhledu      | na Břevnovské radiále     |
| Tunel Rybářka                | 855       | ve výhledu      |                           |
| Tunel Muzeum                 | 239       | ve výhledu      | na Severojižní magistrále |
| Tunel Vysočany               | 1210      | ve výhledu      | na Vysočanské radiále     |
| Tunel Pod Klíčovem           | 1000      | ve výhledu      | na Vysočanské radiále     |
| Tunel Palmovka               | 311       | ve výhledu      |                           |

### Metro
| Název                   | Délka (m) | Rok zprovoznění | Pozn. |
| ----------------------- | --------- | --------------- | ----- |
| A (linka metra v Praze) | 17 130    | 1978            |       |
| B (linka metra v Praze) | 25 704    | 1985            |       |
| C (linka metra v Praze) | 22 410    | 1974            |       |
| D (linka metra v Praze) |           | ve výstavbě     |       |

### Pěší tunely
| Název                 | Délka (m) | Rok zprovoznění | Pozn.                            |
| --------------------- | --------- | --------------- | -------------------------------- |
| Žižkovský tunel       | 303       | 1951            |                                  |
| Starý Vítkovský tunel | 270       | 2008            | původně železniční, od 2008 pěší |

### Železniční tunely
| Název                             | Délka (m) | Rok zprovoznění | Pozn.                              |
| --------------------------------- | --------- | --------------- | ---------------------------------- |
| Bubenečský tunel                  | 104       | 1868            |                                    |
| Vinohradský tunel I               | 1146      | 1871            |                                    |
| Starý Vítkovský tunel             | 270       | 1872            | zrušen 2008                        |
| Bohdalecký tunel                  | 94        | 1882            | zbořen 1929                        |
| Malešický tunel                   | 358       | 1919            |                                    |
| Vinohradský tunel II              | 1126      | 1944            |                                    |
| Vinohradský tunel III             | 1125      | 1944, 1989      |                                    |
| Chuchelský tunel                  | 500       | 1954            |                                    |
| Železniční tunel pod Bílou skálou | 340       | 1974            |                                    |
| Severní Vítkovský tunel           | 1316      | 2008            | Nové spojení                       |
| Jižní Vítkovský tunel             | 1364      | 2008            | Nové spojení                       |
| Železniční tunel Karlín–Smíchov   |           | ve výhledu      |                                    |
| Berounský tunel                   | 24 700    | ve výhledu      | Vysokorychlostní trať Praha-Beroun |

## Ostatní tunely
| Název                      | Délka (m) | Rok zprovoznění | Pozn. |
| -------------------------- | --------- | --------------- | ----- |
| Kolektorový systém v Praze | 8 000     | 1999            |       |
| Rudolfova štola            | 1 098     | 1593            |       |